# Општина Бачу (Клуж)
Бачу (рум. Baciu) општина је у Румунији у округу Клуж.
Oпштина се налази на надморској висини од 593 m.